# Чокин, Шафик Чокинович
Шафи́к Чо́кинович Чо́кин (каз. Шапық Шөкіұлы Шөкин; 1 октября 1912, Павлодарский уезд, Семипалатинская область — 4 июля 2003, Алма-Ата) — советский и казахский учёный-энергетик. Основатель энергетической науки в Казахстане. Депутат Верховного Совета СССР 6 созыва, заместитель Председателя Совета Союза Верховного Совета СССР 6 созыва, в 1964—1967 годы президент Академии наук Казахской ССР. Основатель и первый директор Казахского научно-исследовательского института энергетики. Академик Академии наук Казахской ССР (1954), доктор технических наук (1954), профессор (1956), Народный Герой Казахстана (1996). Получил известность как автор и инициатор крупномасштабных проектов в области энергетики Казахстана, один из сподвижников академика К. И. Сатпаева.

## Биография

### Детство и юность
Родился 1 октября 1912 года в Павлодарском уезде (ныне — в Баянаульском районе Павлодарской области) младшим ребёнком в бедной семье из восьмерых детей: пятеро братьев и три сестры. Происходит из подрода Айдабол рода Суйиндык племени Аргын Среднего жуза. Отец, Шокы Баймагамбетов, понимая важность образования, несмотря на тяжёлое материальное положение в семье, отправил старшего сына Ризу на учёбу. Впоследствии это позволило Ризе встать на ноги и, после смерти отца в 1918 году, помогать всей семье. В середине 1920-х годов Шафик Чокин учился в аульной школе и школе крестьянской молодёжи в Баянауле. В 1926 году брат Шафика — Риза зарезал единственную в семье корову и отправил Шафика на учёбу в город Каркаралинск в педагогический техникум, который тот закончил в 1930 году. С 1931 по 1933 годы Чокин учился в Среднеазиатском институте инженеров и техников ирригации (САИИТИ) в Ташкенте. В 1934 году поступил и в 1937 году окончил гидромелиоративный факультет Омского сельскохозяйственного института имени С. М. Кирова. Будучи студентом, активно участвовал в студенческой жизни. Так, во время учёбы в Ташкенте Чокин был заместителем председателя Среднеазиатского бюро пролетарского студенчества. В период обучения в городе Омск — председателем землячества студентов Казахстана, обучающихся в этом городе.

### Начало карьеры
После окончания института в 1937 году Шафик Чокин был направлен на работу в Казахский республиканский трест по электрификации сельского хозяйства Наркомзема КазССР (Казсельхозэлектро), где до 1939 года занимал должности инженера, старшего инженера, заведующего отделом. В 1939 году он был назначен главным инженером и заместителем директора треста по технической части. В тот же год Шафик Чокин вступил в ряды КПСС.
Во время Великой Отечественной войны в целях безопасности Президиум Академии наук СССР был эвакуирован в Алма-Ату вместе с многими учёными всех областей науки. В 1943 году Шафик Чокин, как участник комиссии по мобилизации ресурсов Сибири, Урала и Казахстана на нужды фронта, отправился в посёлок Боровое в Акмолинской области Казахской ССР. Там состоялась встреча молодого инженера с Г. М. Кржижановским. В своих мемуарах «Четыре времени жизни» Шафик Чокин пишет:

Встреча с академиком запомнилась на всю жизнь. Человек-легенда, стоящий у истоков образования партии большевиков, друг и соратник Ильича, создатель плана ГОЭЛРО. И всё это вместила всего одна жизнь!
На примере академика Кржижановского Чокин вынес множество уроков о том, каким должен быть настоящий учёный-энергетик, как он должен мыслить и к чему стремиться. Это ещё больше укрепило в Чокине уверенность в своём призвании и все дальнейшие научные исследования в энергетике он осуществлял, следуя примеру Глеба Максимилиановича Кржижановского.

Каныш Сатпаев и Шафик Чокин. Москва, Кремль, 1958 год

В том же 1943 году председатель КазФАН СССР К. И. Сатпаев пригласил Чокина к себе и предложил возглавить вновь организованный сектор энергетики, что для Чокина означало прекращение его инженерной деятельности и уход в науку. После небольших колебаний он принял предложение Сатпаева. В книге «Четыре времени жизни» он писал:

Каныш Имантаевич для меня — пример одержимости в науке, пример того, как надо жить для своего народа. С его лёгкой руки я ушёл в науку, что считаю даром судьбы.
В 1945 году Шафик Чокин был награждён медалью «За доблестный труд в Великой Отечественной войне 1941—1945 гг.», а также почётной грамотой Академии наук СССР в связи с её 220-летием.

### На посту директора института энергетики
В 1944 году на базе сектора энергетики Чокин организовал Казахский научно-исследовательский институт энергетики, который является первым научным учреждением по энергетике в Казахстане.
Большое внимание Чокина уделялось вопросам создания экспериментальных баз по основным научным направлениям института. Под его руководством были спроектированы действующая гидроэлектростанция мощностью 750 кВт, огневая модель тонки котла Ермаковской ГРЭС масштабе 1:5, приближенные к промышленным энерготехнологические циклонные камеры, экспериментальный стенд газоочистки на Ермаковской ГРЭС, лаборатории для тонких и крупномасштабных исследований топок и горелок ТЭС, горения угольных частиц, износа энергетического оборудования, шлакования поверхностей нагрева, плазмотрона, пылегазовых выбросов, плазменных и огневых способов подготовки топлива, гидрозолоудаления, градирен ТЭС и другие. Многие из организованных экспериментальных баз на тот момент не имели аналогов в мире.
Также Чокиным была организована электромеханическая мастерская, в последующем превратившаяся в небольшой завод, на котором изготавливались ментальные установки и оборудования для осуществления исследовательских работ в институте.
В период Великой Отечественной войны в Казахской ССР не было высших учебных заведений в области энергетики, в результате чего республика испытывала нехватку кадров в данной области. В этой связи Ш. Чокин уделял особое внимание воспитанию научных кадров в области энергетики. Так, в период его непосредственного руководства, в КазНИИ энергетики было подготовлено 20 докторов наук и более 200 кандидатов наук, которые составляли основной костяк учёных института.
КазНИИ энергетики Минэнерго СССР в период руководства академика Чокина стал одним из крупнейших и прогрессивных научных учреждений энергетического профиля в стране. С этим институтом связаны все крупнейшие научные достижения академика Чокина и главные научные открытия в области энергетики Казахстана. В его стенах были разработаны комплексная система научно-технического прогноза развития энергетики Казахстана, проекты канала Иртыш — Караганда, Капчагайской ГЭС, поворота сибирских рек. Большинство монографий Чокина, в том числе «Энергетика Казахстана», были написаны во время работы в данном институте.

«В актив института можно смело записать канал Иртыш — Караганда, исследования по научным основам переброски части стока рек Сибири в Казахстан и Среднюю Азию, Капчагайскую ГЭС, работы по регулировке речного стока, теорию горения, новые котлы, разработки по плазменной технологии, общеэнергетические исследования. Всего не перечислишь.» — писал Чокин в книге воспоминаний.
Ш. Чокин был освобожден от должности директора КазНИИ энергетики в середине 1988 года по его личной просьбе в связи с преклонным возрастом.

### Академия наук Казахской ССР

#### Под началом Сатпаева
Придя в 1943 году в КазФАН СССР заведующим сектором энергетики, Чокин принимал активное участие в создании Академии наук Каз ССР. Со дня её основания, в 1946-м, он занимал в её системе ключевые должности. Изначально был директором КазНИИ энергетики, который до 1963 года входил в её состав. Затем, в том же 1946 году, к этой должности добавилась обязанность заместителя председателя отделения минеральных ресурсов. С 1954 по 1955 годы Чокин был председателем этого отделения. С 1954 по 1968 годы академик являлся членом Президиума Академии наук Казахской ССР и принимал активное участие в её управлении. С 1955 по 1962 годы работал на должности главного учёного секретаря Президиума Академии наук Казахской ССР.
Воспитание и всяческая поддержка научных кадров, создание в академии творческой и дружественной атмосферы, близкое взаимодействие с Академией наук СССР и республиканскими академиями в целях взаимного обмена опытом — всё это были особенности работы Академии наук Каз ССР в период президентства Сатпаева. Шафик Чокин, считая выбранный курс развития Академии правильным, всячески поддерживал её президента во многих сферах.

#### Избрание и освобождение от должности
В 1964 году, после смерти академика Сатпаева, Шафик Чокин был избран Президентом Академии Наук Казахской ССР. Избранию предшествовали беседы и споры в ЦК КПСС и ЦК КП Казахстана и союзное руководство пришло к выводу, что на тот момент это был наиболее подходящий кандидат. Занимая должность главы Академии, Чокин придерживался стиля руководства и продолжал традиции её основателя и первого президента Сатпаева. Однако в скором времени вокруг Академии наук и её президента Чокина начали «сгущаться тучи». Академию начали посещать комиссии, появились недовольства и придирки со стороны руководства Республики. Об этом стало известно в ЦК КПСС. В связи с этим в мае 1966 года прибыла комиссия Академии наук СССР во главе с её президентом М. В. Келдышем. Была подробно изучена деятельность АН КазССР и Чокина, как президента. Келдыш и остальные члены комиссии остались довольны работой республиканской Академии и её руководителя. Положительная оценка отражена в постановлении Президиума Академии наук СССР № 579 от 26.06.1966 г. Однако в 1967 году Шафик Чокин был снят с поста президента Академии наук КазССР. В книге «Путь Национальной Академии наук» он так описывает эти события:

…В начале апреля 1967 года меня вызвали на заседание Бюро ЦК Компартии Казахстана для обсуждения моей деятельности. Заседание проходило при закрытых дверях, руководил им Д. А. Кунаев, почему-то протокольные записи не проводились…Члены Бюро ЦК сидели, как в рот воды набрали. Только второй секретарь ЦК партии В. Титов, председатель Совмина М. Бейсебаев и председатель Верховного Совета С. Б. Ниязбеков предложили мне подать заявление об освобождении от должности президента Академии наук. Я наотрез отказался сделать это…
Однако в этой ситуации имеет место противоречие. Д. А. Кунаев, бывший в то время первым секретарём ЦК Компартии Казахстана, пишет по этому поводу в своей книге воспоминаний:

После смерти Сатпаева президентом стал Ш. Ч. Чокин, учёный-энергетик… Чокин проработал небольшой срок и был освобождён от обязанностей президента по его просьбе.

### Партийная деятельность
Наряду с наукой, Шафик Чокин также принимал участие в партийной жизни страны. В 1942-1952 годы он избирался депутатом Фрунзенского районного Совета народных депутатов города Алма-Аты. В 1956-1962 годы Чокин был членом Алма-Атинского горкома партии, депутатом Алма-Атинского городского Совета народных депутатов. Будучи президентом Академии наук, академик избирался депутатом Верховного Совета СССР 6 созыва, заместителем Председателя Совета Союза Верховного Совета СССР 6 созыва. С 1966 по 1971 годы был членом ЦК Компартии Казахской ССР.

### Другие посты
В 1960 году Чокин был членом делегации СССР для участия в работе энергетической конференции Организации Объединённых Наций для стран Азии и Дальнего Востока, проходившей в Бангкоке, где выступал с докладами по вопросам развития общей энергетики, гидроэнергетики и водного хозяйства СССР.
В 1962—1964 годы академик был председателем объединённых советов Академии наук КазССР по приёму докторских и кандидатских диссертаций по специальностям: гидроэнергетика, общая энергетика, гидротехника и промышленная теплотехника, металлургия чёрных, цветных, редких и благородных металлов и разработка месторождений твёрдых полезных ископаемых.
С 1963 по 1979 годы Шафик Чокинович был членом технического совета Минэнерго Каз ССР. В 1964—1968 годы был членом научного совета «Энергетика и электрификация» государственного комитета по координации научно-исследовательских работ СССР.
С 1965 по 1975 годы Чокин был членом Высшей аттестационной комиссии Министерства высшего и среднего специального образования СССР. В 1965 году был членом парламентской делегации СССР, в составе которой выступал с докладом на Всемирной конференции научных работников. В 1968 году был членом делегации СССР на Всемирной энергетической конференции, проходившей в Москве. В 1971 году Шафик Чокин был членом делегации СССР в Париже на Всемирной конференции по гидравлическим исследованиям, где выступал с докладом. В 1973 году был заместителем председателя оргкомитета Симпозиума Европейской Экономической Комиссии ООН по математическим моделям экономики секторов энергетики.

### Последние годы жизни

Шафик Чокин и Нурсултан Назарбаев после присвоения академику звания «Народного героя». Город Алматы, 1996 год.

14 июня 1988 года совместным решением коллегии Министерства энергетики и электрификации СССР и президиума Академии наук КазССР Чокин был назначен почётным директором КазНИИ энергетики. Постановлением Совета министров Республики Казахстан от 30 сентября 1992 года, при жизни академика, институту энергетики было присвоено имя Шафика Чокина.

Памятник Чокину на могиле

В 1993 году Чокин был избран почётным членом Национальной инженерной академии Республики Казахстан.
В 1996 году президент Республики Казахстан Н. А. Назарбаев в своей резиденции в городе Алматы присвоил академику Ш. Ч. Чокину высшую степень отличия — звание Народного героя Казахстана с вручением знака особого отличия — Золотой Звезды. Как написано в указе: «За выдающиеся заслуги в развитии науки и энергетики, большой личный вклад в подготовку высококвалифицированных научных кадров».
В 2002 году, во время торжественного празднования 90-летия академика, аким (мэр) города Алматы В. В. Храпунов присвоил Шафику Чокину звание «Почётный гражданин города Алматы».
Скончался Шафик Чокин на 91-м году жизни. Церемония прощания прошла в главном здании Национальной Академии наук Республики Казахстан и была широко освещена СМИ. Похоронен академик в Алма-Ате на Центральном кладбище напротив своего учителя Каныша Имантаевича Сатпаева.

## Семья

Шафик Чокин с супругой Урмией Амировой, 1970-е годы

Отец — Шокы Баймагамбетов (?? −1918) — крестьянин.
Мать — Сахып Баймагамбетова (?? −1945) — домохозяйка.
Братья — Риза Чокин (1900—1981) — советский партийный и общественный деятель, Закир Чокин (1908 −1943) — участник Великой Отечественной войны.
Супруга — Урмия Амировна Амирова (1918—2004).
- Сын — Канат Шафикович Чокин (род. в 1948) — учёный-физик, доктор физико-математических наук, академик Нью-Йоркской Академии США, лауреат Государственной премии Республики Казахстан.
- Дочери — Бахыт Шафиковна Чокина — химик; Марал Шафиковна Чокина — медик[20]

## Вклад в науку

### Общие исследования
Научные интересы Чокина охватывают общую энергетику, гидроэнергетику, водохозяйственно-энергетические проблемы. Шафик Чокин положил основу комплексной системы научно-технического прогноза развития энергетики Казахстана, им обоснованы пути формирования топливно-энергетических комплексов страны. Шафик Чокинович разработал методику оценки масштабов, структуры и дислокации генерирующих мощностей, а также энергопотребления и оптимизации путей энергоснабжения отраслей народного хозяйства. Монография Чокина «Энергетика Казахстана», в которой была опубликована больша́я часть исследований в вышеупомянутых областях, получила высокую оценку выдающегося советского энергетика Г. М. Кржижановского. Чокин — основатель и на протяжении почти полувека бессменный руководитель Казахстанского научно-исследовательского института энергетики, одного из крупнейших научных учреждений энергетического профиля в СССР. Автор проектов канала Иртыш — Караганда, Капчагайской ГЭС.
Академик Чокин создал и освоил принципиально новую высокоэффективную технологию производства меди, свинца и цинка КИВЦЭТ (кислородно-взвешенная циклонно-электротермическая плавка), обеспечивающую комплексное извлечение основных ценных составляющих и защиту окружающей среды от выбросов. Циклонный способ переработки различного металлургического и технологического сырья был успешно внедрён в промышленность. Это достижение Чокина отмечено Государственной премией КазССР в 1978 году.

### Организация Академии наук КазССР
Будучи одним из ближайших сподвижников академика К. И. Сатпаева, Шафик Чокин внёс огромный вклад в создание и развитие Академии наук Казахстана. В целях получения согласия на организацию Академии он вместе с Сатпаевым совершил ряд поездок в Москву, где доказывал необходимость её основания в Совете баз и филиалов АН СССР, отделе науки ЦК КПСС, Академии наук СССР. Также Чокин участвовал в подготовке квалифицированных научных кадров-будущих работников АН КазССР: подготовил несколько десятков аспирантов. Одним из важнейших этапов создания Академии была организация в КазФАН СССР 11 новых научно-исследовательских институтов. Чокин принимал активное участие в решении вопроса о размещении новых научных организаций.

### Канал Иртыш — Караганда
В конце 1940-х годов учёные поняли серьёзность проблемы дефицита воды в Центральном Казахстане. Через территорию Казахстана протекают 2174 реки, среди которых полноводные Иртыш, Ишим, Урал, Сырдарья, Или и другие. Однако лишь 5,5 процента воды рек приходилось на долю Центрального Казахстана. Ещё большее внимание к проблеме привлекло то, что в 1948 году К. И. Сатпаев предложил перенести столицу Казахской ССР из Алма-Аты в Караганду или Акмолинск (ныне Астана), находящиеся в данном регионе. В 1949 году, во время выездной сессии Академии наук КазССР, Ш. Ч. Чокин предложил сооружение канала, перебрасывающего в Центральный Казахстан воды Иртыша. Данная идея вызвала множество споров среди научной общественности. Учёные московского института «Водоканалпроект» и Института гидрогеологии и гидрофизики АН КазССР считали более разумной идею использования подземных вод. Однако позже оказалось, что подземные воды могли обеспечить потребности региона лишь на четверть. Таким образом было принято решение о проектировании канала.
Чокин организовал и возглавил ряд экспедиций по разработке схемы использования рек Центрального и Северного Казахстана, по выбору трассы будущего канала. Будучи директором института энергетики, академик руководил проектированием объекта. Работа была завершена к концу 1950-х. В 1959 году К. И. Сатпаев обосновал необходимость строительства канала перед председателем Госплана СССР А. Н. Косыгиным и добился включения его сооружения в семилетку. На проходившей позже выездной сессии Академии наук КазССР в Караганде председатель Совнархоза Г. Онико предложил название «Иртыш-Караганда». В том же году было начато строительство канала, которое завершилось в 1974 году.

### Переброска сибирских рек
В начале 1950-х академик Чокин поднял вопрос о переброске части стока сибирских рек в Казахстан и Среднюю Азию. Главной причиной для поднятия академиком данного вопроса послужила проблема Аральского моря. Основные источники воды Арала, реки Сырдарья и Амударья, растекались по хлопковым и рисовым полям и в результате основная часть воды не доходила до моря. Чокин считал, что в случае исчезновения Арала миллиарды тонн соляной пудры могли подняться вверх и улечься на большой территории вокруг моря, что, учитывая её ядовитый состав, могло быть чревато негативными последствиями для населявших близлежащие районы людей. Теоретически, разработанный Чокиным проект мог решить проблему высыхания Аральского моря. Другими предпосылками для поднятия Шафиком Чокиновичем вопроса были дефицит воды и растущая потребность в электроэнергии на территории Казахстана и Средней Азии. Укреплял уверенность Чокина в правильности идеи разработанный и успешно внедрённый в эксплуатацию канал Иртыш — Караганда, который по мнению многих может считаться первым этапом переброски. На протяжении почти 20 лет Институтом энергетики под его непосредственным руководством велась разработка данного проекта. В 1978 году была составлена принципиальная схема его осуществления и передана в Минводхоз СССР. Из-за необходимости высоких финансовых вложений и сомнений в состоятельности данной идеи было принято решение ЦК КПСС о свёртывании проектных работ. Однако в 2002 году смелую идею призвал реанимировать мэр города Москвы Ю. М. Лужков.
С момента поднятия Чокиным вопроса о переброске части стока сибирских рек и вплоть до настоящего времени эта идея подвергается критике многими учёными, в том числе А. Л. Яншиным, Л. С. Понтрягиным, А. Аганбегяном, М. Агошковым. Главными аргументами противников являются подъём грунтовых вод вдоль канала, что приведёт к нарушению состава флоры и изменению климата в этих регионах. Также противники утверждают, что проект повлечёт за собой изменение теплового баланса в Российской Арктике и соответственно изменение климата на значительных территориях России.

## Память
Именем академика Чокина названы:

Бюст Чокину в городе Павлодар

- Казахский научно-исследовательский институт энергетики[10];
- улицы в городах Павлодар[27], Алма-Ата[28] и Астана[29];
- премия в области энергетики президиума Академии наук Республики Казахстан;
- медаль за выдающиеся инженерные разработки и прогрессивные технологии, внедрённые в производство и внёсшие крупный вклад в развитие промышленности суверенного Казахстана[30] (учреждена в 2003 году)[31];
- именная стипендия Ш. Ч. Чокина в ПГУ им. С. Торайгырова[32].

Мемориальная доска на доме в Алматы по улице Богенбай батыра, уг. Абылай хана, в котором жил академик Чокин

Бюсты академику Чокину установлены на аллее славы в посёлке Баянаул, городе Павлодар, а также установлен памятник на могиле в Алма-Ате.
На территории КазНИИ энергетики также установлен памятник Чокину. В КазНИИ энергетики открыт мемориальный музей Шафика Чокина.
В городе Алматы на пересечении проспекта Абылай хана и улицы Богенбай батыра с северо-западной стороны на доме № 123, где он проживал, установлена мемориальная доска.
В декабре 2020 года Капчагайской ГЭС присвоено имя Шафика Чокина.

### Фильмы о Ш. Ч. Чокине
- Документальный фильм «Шафик Чокин» (режиссёр Калила Умаров, 2013 г.)[37];
- Документальный фильм о Ш. Ч. Чокине из серии фильмов «Алматинские истории» на телеканале «Алматы» (20.06.2021 г.)[38].

## Награды

Монумент Шафику Чокину в г. Алма-Ате возле КазНИИ энергетики, носящего его имя

- награждён медалью «За доблестный труд в Великой Отечественной войне 1941—1945 гг.» (1945)
- награждён Почётной грамотой Академии наук СССР в связи с её 220-летием (1945)
- Заслуженный деятель науки Казахской ССР (1961)
- Отличник энергетики и электрификации СССР (1966)
- награждён медалью «За доблестный труд в ознаменование 100-летия со дня рождения Владимира Ильича Ленина» (1970)
- награждён юбилейным знаком «50 лет плана ГОЭЛРО» (1970)
- награждён орденом Трудового Красного Знамени (1971)
- лауреат Государственной премии КазССР (1972)
- награждён медалью «Тридцать лет победы в Великой Отечественной войне 1941—1945 гг.» (1975)
- награждён значком «60 лет ГОЭЛРО» (1980)
- награждён орденом Октябрьской Революции (1982)
- Почётный энергетик СССР (1982)[4]
- Народный герой Казахстана (1996)[17]
- Орден «Отан»
- Почётный гражданин города Алматы (2002)
- Имеет ряд медалей и грамот Верховного Совета СССР

## Основные труды
- Энергетика Казахстана. Алма-Ата, 1958.
- Научные основы энергоснабжения сельского хозяйства Казахстана. Алма-Ата, 1966.
- Основы развития энергетики Казахстана. Алма-Ата, 1971.
- Энергетика и водное хозяйство Казахстана. Алма-Ата, 1975.
- Методика расчёта регулирования стока. Алма-Ата, 1977.
- Топливно-энергетический баланс Казахстана. Алма-Ата, 1979.
- Инженерные методы расчёта регулирования стока. Алма-Ата, 1980[4].
- «Четыре Времени Жизни». Алматы, 1992.
- «Путь Национальной Академии наук». Алматы, 1996.
- «Четыре Времени Жизни», издание 2-е, дополненное. Алматы, 1998.